# كازو واتانابي
كازو واتانابي (باليابانية: 渡辺和夫) هو سباح ياباني، ولد في 5 فبراير 1938 في طوكيو في اليابان.

## وصلات خارجية
- كازو واتانابي على موقع الاتحاد الدولي للسباحة (الإنجليزية)
- كازو واتانابي على موقع أوليمبيديا (الإنجليزية)